# John F. Kennedy, Jr.

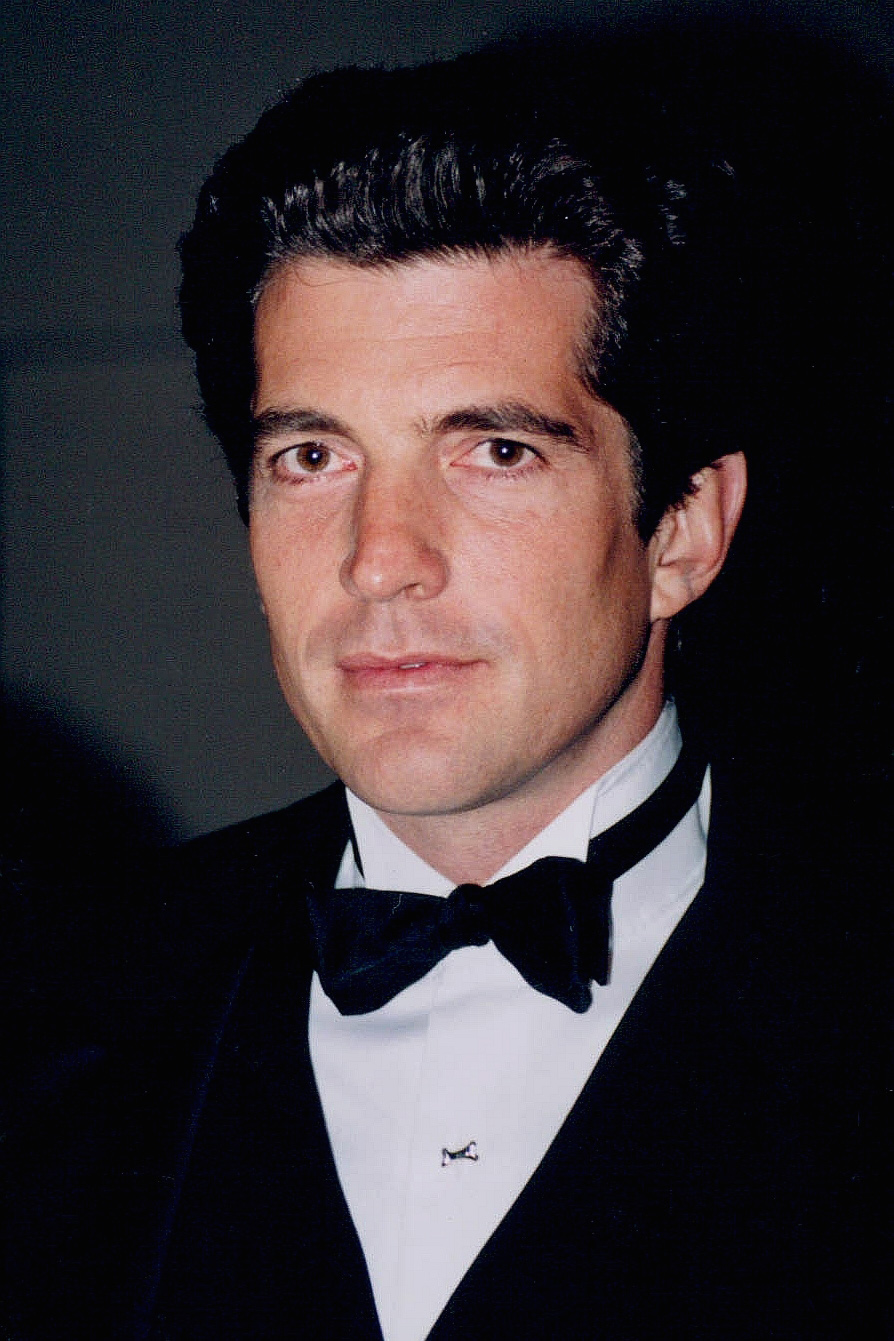
John F. Kennedy, Jr. (1997)

John Fitzgerald Kennedy, Jr. (* 25. November 1960 in Washington, D.C.; † 16. Juli 1999 in der Nähe von Martha’s Vineyard, Massachusetts) war ein US-amerikanischer Jurist und Verleger.

## Leben
John F. Kennedy, Jr., privat auch John-John genannt, wurde als drittes Kind von John F. Kennedy und dessen Frau Jacqueline Bouvier geboren. Seine älteste Schwester Arabella war eine Totgeburt (1956). Sein jüngerer Bruder Patrick (* 1963) starb zwei Tage nach seiner Geburt. Heute lebt nur noch seine ältere Schwester, Caroline.
Die Beisetzung seines ermordeten Vaters fand an Kennedys drittem Geburtstag statt. Weltbekannt ist das Foto JFK Jr. salutes JFK, auf dem er vor dem Sarg seines Vaters salutiert.

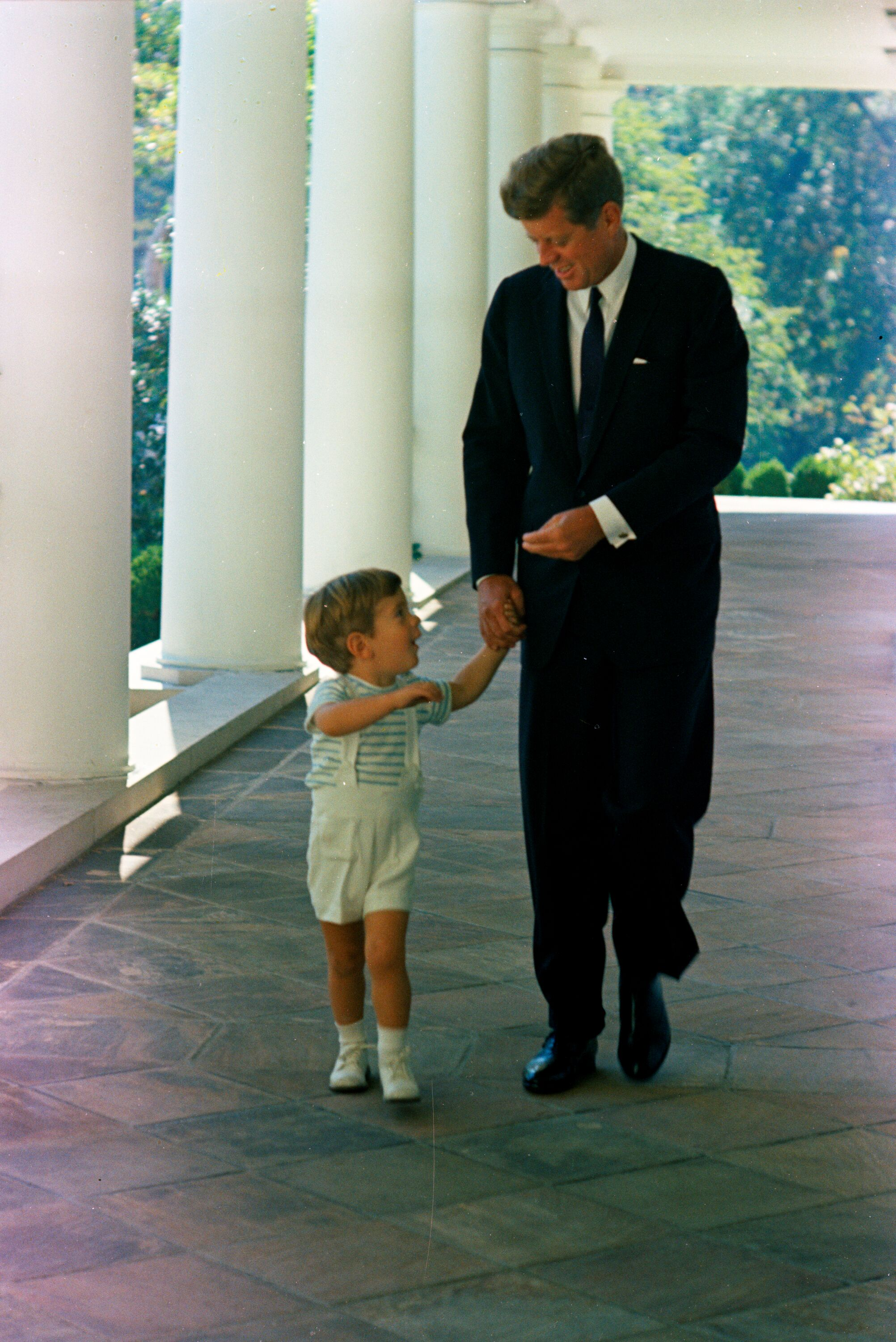
Kennedy mit seinem Vater (1963)

1982 schloss Kennedy sein Studium an der Brown University in Providence, Rhode Island ab und schrieb sich an der juristischen Fakultät der New York University Law School ein. Das Anwaltsexamen schaffte er im dritten Anlauf. Danach arbeitete er bis 1993 bei der Staatsanwaltschaft New York.
Zu Beginn der 1980er Jahre war Kennedy mit der Schauspielerin Daryl Hannah liiert. Später pflegte er eine kurze Beziehung zur Schauspielerin Sarah Jessica Parker.
1988 wählte ihn das People-Magazin zum „Sexiest Man Alive“. Nach dem Tod seiner Mutter im Mai 1994 veränderte er sich beruflich und gab das wenig erfolgreiche Politmagazin George heraus. 1994 kaufte Kennedy ein Loft in Stadtteil Tribeca von New York City (20 North Moore Street) wo er zuerst alleine, später mit Caroline Bessett lebte. Am 21. September 1996 heiratete er Carolyn Bessette auf Cumberland Island in Georgia.
1999 stürzte ein von Kennedy selbst gesteuertes Flugzeug mit seiner Frau und deren Schwester Lauren Bessette auf dem Weg zur Hochzeit seiner Cousine Rory Kennedy vor Martha’s Vineyard ab, einer Insel im Süden des Staates Massachusetts. Dabei kamen alle drei Insassen des Flugzeugs ums Leben. Kennedy war Stunden zuvor vom Essex County Airport in Fairfield, New Jersey gestartet. Untersuchungen gaben Anlass zu der Vermutung, er sei als Pilot mit der Führung des Flugzeuges über dem offenen Meer bei mondloser Nacht und schlechter Sicht überfordert gewesen. Seine Urne, die seiner Frau und deren Schwester wurden am 22. Juli 1999 nach einer Zeremonie an Bord des Zerstörers USS Briscoe zwischen Martha’s Vineyard und Hyannis Port auf See beigesetzt.

## Verschwörungstheorien
Wie auch bei dem Tod seines Vaters gibt es zum Ableben von Kennedy, Jr. Verschwörungstheorien. So warteten im November 2021 mehrere hundert QAnon-Anhänger in Dallas vergeblich auf die Wiederkehr von Kennedy, der seinen Tod nur vorgetäuscht habe und nun aus der Anonymität auftauche, um Donald Trumps Vizepräsident zu werden, wenn dieser wieder als Präsident eingesetzt werde.